# 이상귀 (1859년)
이상귀(李相龜, 1859년 3월 16일 ~ 1927년 7월 27일)는 대한제국의 항일 의병장 겸 독립운동가이다.
본관은 한산(韓山), 호(號)는 산남(山南)이고 아명(兒名)은 이상구(李尙區)이다.

## 생애

### 생애 초반
충청남도 공주(公州) 출생인 그는 1891년 음서로 천거되어 1891년 12월에서 1894년 1월까지 조선국 충청도 예산군 예하 군서기관 직을 지냈고 1894년 1월에 관료직을 퇴임하였다.

### 조선 관료 퇴임을 한 이후 대한제국의 구국을 위한 항일 의병 활동
청·일전쟁, 러·일전쟁에 승리한 일제는 한반도 식민지화 작전을 적극 추진하여 1905년 11월 을사늑약을 강제로 늑결시켰다. 이에 통탄함을 금치 못하고 그는 충청남도 홍주 의진에 참여하였다. 당시 충청남도 홍주는 호서 의진의 중심적 역할을 담당하고 있었다. 제1차 홍주 의거에서 김복한(金福漢)·안병찬(安炳瓚) 등이 활약하였으나 1906년 봄에 적에게 크게 패하고 지도층 인사들이 구금 조치 처분을 받았었다. 이때 일찍이 김복한·안병찬 등과 접촉을 가진 바 있던 민종식(閔宗植)이 일부 척신들과의 제휴에 실패하고 2차 홍주 의거를 계획하여 1906년 5월 11일(음 4월 18일) 홍산(鴻山)에서 창의의 깃발을 올렸다. 이때 이상구는 문석환(文奭煥)과 아울러 중급 종사(中級 從事)로 종군하였다. 이들은 서천(舒川)을 경유하여 남포(藍浦)로 들어가 자리잡고 인근의 사가 한의사(私家 韓醫師)들을 불러 모아 병력을 보강하였다. 5월 19일 홍주로 진격하여 삼신당리(三神堂里)에서 적군을 격파하고 얼마 후에 입성할 수 있었다. 홍주성을 장악한 의진은 부서를 재편성 강화하고 이상구는 좌익장(左翼將)에 임명되었다. 의진은 성을 파수하는데 전력을 기울였으나 일단 물러났던 적군은 성을 탈환하기 위하여 적극 공세를 전개하였다. 드디어 1906년 5월 31일 적의 대공세로 성은 적의 수중에 떨어지고 이상구는 비롯한 83명의 의병이 경성으로 압송되어 일본 헌병대에서 갖은 고초를 겪게 되었다. 6월에 70여 명이 석방되었으나, 이상구를 비롯하여 남규진·유준근·이 식·신현두·문석환·신보균·최상집·안항식 등 9명은 일본 대마도에 유배되었다. 이는 그가 취조 받는 동안에도 끊임없이 적을 꾸짖으며 기개를 조금도 굽히지 않았기 때문이었다. 이들이 대마도에 유배되고, 뒤미처서 최익현과 임병찬이 유배되어 왔다. 최익현을 필두로 한 이들은 서로 경전을 공부하고 시를 지으며 망향의 정을 달래었으며 1906년 11월 최익현 선생이 운명할 때까지 그의 침식과 병구완 등에 수고를 아끼지 아니하였다.

### 정당 당원 이력
- 前 한국독립당 대표상임위원(1921년~1922년)

### 사후
대한민국 정부에서는 고인의 공훈을 기리고자 1977년 대한민국 건국포장을 1990년에 대한민국 건국훈장 애국장을 각각 추서하였다.